# En av de många (1915)
En av de många är en svensk film från 1915 med regi och manus av Victor Sjöström. I rollerna ses bland andra Gunnar Tolnæs, Greta Almroth och August Warberg.

## Om filmen
Inspelningen ägde rum 22 juni-28 juli  1914 i Svenska Biografteaterns ateljé på Lidingö med Henrik Jaenzon som fotograf. Filmen finns inte bevarad och ej heller dess manuskript. Filmen såldes till Danmark, Norge, Finland, Ryssland, Nederländerna, England, Tyskland, Österrike, Balkanstaterna och Sydafrika och har undertiteln Drama ur det modärna storstadslivet. Den premiärvisades 14 januari 1915 på biograf Cosmorama i Göteborg.

## Handling
Den föräldralöse och sjuke Erik Wall förlorar sitt arbete och i nöd söker han upp en Frida, en kvinna han sedan tidigare är bekant med. De två förälskar sig i varandra, men Frida får snart konkurrens av den förmögna Ellen som också åtrår Erik. Erik väljer Ellen, men det visar sig snart att Frida är med barn. Erik försöker då köpa sig fri från ansvaret, men Frida skickar tillbaka pengarna. Erik gifter sig med Ellen.
16 år senare är Erik en rik änkeman. Under en ridtur stegrar sig hans häst och han tappar sin plånbok. Den tas upp av en 15-årig flicka som ska visa sig vara hans dotter. Han ger henne alla pengarna i plånboken, men när Frida får veta detta skickar hon tillbaka dem i tron att Erik återigen vill skymfa henne. Till slut försonas Erik och Frida.

## Rollista
- Gunnar Tolnæs – Erik Wall
- Greta Almroth – Clara, Erik Walls dotter
- August Warberg – Sahlberg, direktör
- Lilly Jacobsson – Ellen, Sahlbergs dotter
- Lili Bech	– Frida Nilsson
- Alfred Lundberg – ej identifierad roll
- Gull Natorp – ej identifierad roll
- Jenny Tschernichin-Larsson – ej identifierad roll